# Saprencyrtus
Saprencyrtus is een geslacht van vliesvleugeligen uit de familie Encyrtidae. De wetenschappelijke naam van dit geslacht is voor het eerst geldig gepubliceerd in 1984 door Noyes & Hayat.

## Soorten
Het geslacht Saprencyrtus is monotypisch en omvat slechts de volgende soort:
- Saprencyrtus casuarinae (Girault, 1934)